# Teorema de Koopmans
El teorema de Koopmans establece que en la teoría de Hartree–Fock (HF) de capa cerrada, la primera energía de ionización de un sistema molecular es igual al negativo de la energía del orbital, del orbital molecular ocupado más alto (HOMO, del inglés Highest Occupied Molecular Orbital). Este teorema lleva el nombre de Tjalling Koopmans, quién publicó este resultado en 1934.
El teorema de Koopmas es exacto en el contexto de la teoría de Hartree–Fock si se asume que los orbitales del ion son idénticos a los de la molécula neutra (equivalente a establecer la aproximación orbital congelada. Las energías de ionización calculadas de esta manera, concuerdan cualitativamente con experimentos. La primera energía de ionización de moléculas pequeñas se calcula a menudo con un error de menos dos eV Por tanto, el valor del teorema de Koopmans esta íntimamente ligado a la precisión de la función de onda de Hartree-Fock. Las dos fuentes principales de error son la relajación orbital (que se refiere a los cambios en el operador Fock y los orbitales Hartree-Fock cuándo cambia el número de electrones en el sistema) y a la correlación electrónica (refiriéndose a la validez de representar toda la función de onda de muchos cuerpos utilizando la función de onda de  Hartree–Fock, es decir, un único Determinante de Slater compuesto por orbitales que son las funciones propias del operador Fock auto-consistente correspondiente).
Las comparaciones empíricas con valores experimentales y cálculos ab initio de mayor calidad sugieren en muchos casos, pero no en todos, que las correcciones energéticas debido a los efectos de relajación casi cancelan las correcciones debidas a la correlación electrónica.
Existe un teorema similar en la Teoría del funcional de la densidad  (DFT) para relacionar la primera energía de ionización y la afinidad electrónica con las energías  HOMO y LUMO (del inglés Lowest Unoccupied Molecular Orbital), aunque tanto la derivación como la declaración precisa difieren del teorema de Koopmans. Las energías de ionización calculadas con DFT son normalmente más pobres que las del teorema de Koopmans, con errores mucho mayores a 2 eV, dependiendo de la aproximación empleada para cálculo de la energia de intercambio-correlación. La energía LUMO muestra poca correlación con la afinidad del electrón con aproximaciones típicas. Por otro lado, el error DFT, análogo al caso del teorema de Koopmans, está dado por el tipo de funcional escogido para el cálculo de la energía de intercambio-correlación, de modo que a diferencia de la teoría de HF, existe posibilidad de mejorar este resultado con el desarrollo de mejores funcionales que integren aproximaciones más acertadas para infracciones de varios cuerpos.

## Generalizaciones del teorema de Koopmans
Mientras que el teorema de Koopmans se estableció originalmente para calcular las energías de ionización a partir de las funciones de onda restringidas de Hartree-Fock (cubierta cerrada), el término ha adquirido desde entonces un significado más general, como una forma de utilizar las energías orbitales para calcular los cambios de energía, debidos a los cambios en el número de electrones de un sistema.

### Iones en estado base y en estado de excitación
El teorema de Koopmans se aplica a la eliminación de un electrón de cualquier orbital molecular ocupada para formar un ion positivo. La eliminación del electrón de diferentes orbitales moleculares ocupadas, lleva al ion a diferentes estados electrónicos. El más bajo de estos estados es el estado base y esto a menudo, pero no siempre, surge de la eliminación del electrón del HOMO. Los otros estados son estados electrónicos excitados.
Por ejemplo, la configuración electrónica de la molécula de H2O es (1a1)2 (2a1)2 (1b2)2 (3a1)2 (1b1)2, donde los símbolos a1, b2 y b1 son etiquetas orbitales basadas en la  Simetría molecular. A partir del teorema de Koopmans, la energía del HOMO 1b1 corresponde a la energía de ionización para formar el ion H2O+ en su estado base (1a1)2 (2a1)2 (1b2)2 (3a1)2 (1b1)1. La energía del segundo MO 3a1 más alto se refiere al ion en estado excitado (1a1)2 (2a1)2 (1b2)2 (3a1)1 (1b1)2, y así sucesivamente. En este caso, el orden de los estados electrónicos de los iones, corresponde al orden de las energías orbitales. Las energías de ionización en estado excitado pueden ser medidas por Espectroscopia fotoelectrónica.
Para H2O, las energías orbitales de Hartree-Fock (con cambio de signo) de estos orbitales son 1a1 559.5, 2a1 36.7, 1b2 19.5, 3a1 15.9 y 1b1 13.8 Electronvoltio. Las energías de ionización correspondientes son 539.7, 32.2, 18.5, 14.7 y 12.6 eV. Como se explicó anteriormente, las desviaciones se deben a los efectos de la relajación orbital, así como a las diferencias en la energía de correlación electrónica entre los distintos estados moleculares y los diversos estados de ionización.
En contraste con N2, el orden de las energías orbitales no es idéntico al orden de las energías de ionización. Los cálculos de Near-Hartree-Fock con un amplio conjunto de bases indican que el orbital de enlace 1πu es el HOMO. Sin embargo, la energía de ionización más baja corresponde a la eliminación de un electrón del orbital de enlace 3σ g . En este caso, la desviación se atribuye principalmente a la diferencia en la energía de correlación entre los dos orbitales.

### Teorema de Koopmans para afinidades electrónicas
A veces se afirma que el teorema de Koopmans también permite el cálculo de las Afinidades electrónicas,  como la energía de los orbitales moleculares no ocupados más bajos ( HOMO/LUMO/SOMO ) de los respectivos sistemas. Sin embargo, el artículo original de Koopmans no hace ninguna declara con respecto a la importancia de los valores propios del operador Fock que no sea el correspondiente al de HOMO . Sin embargo,en este sentido, es sencillo generalizar la declaración original de Koopmans para calcular la Afinidad electrónica.
Los cálculos de las afinidades electrónicas basados en este enunciado del teorema de Koopmans han sido criticados. debido a que los orbitales virtuales (no ocupados) no tienen interpretaciones físicas bien fundadas y porque sus energías orbitales son muy sensibles a la elección del conjunto de bases utilizado en el cálculo. A medida que el conjunto de bases se vuelve más completo; Aparecerán cada vez más orbitales "moleculares" que no están realmente en la molécula de interés, y se debe tener cuidado de no usar estos orbitales para estimar las afinidades electrónicas.
Las comparaciones con el experimento y los cálculos de mayor calidad, muestran que las afinidades electrónicas predichas de esta manera, son generalmente bastante pobres.

### Teorema de Koopmans para sistemas de cubierta abierta
El teorema de Koopmans también es aplicable a sistemas de cubierta abierta. Anteriormente se creía que esto era solo en el caso de la eliminación del electrón no pareado, pero la validez del teorema de Koopmans para (ROHF) en general se ha sido probado siempre que se usen las energías orbitales correctas. Las energías orbital spin up (alpha) y spin down (beta) no tiene que ser necesariamente las mismas.

## Contraparte en la teoría funcional de la densidad
La Teoría del funcional de la densidad de Kohn-Sham (KS) (KS-DFT) admite su propia versión del teorema de Koopmans (a veces denominado teorema de la DFT-Koopmans ) muy similar en espíritu al de la teoría de Hartree-Fock. El teorema compara la primera energía de ionización (vertical) {\displaystyle I} de un sistema de {\displaystyle N} Electrones con el negativo de la energía KS HOMO correspondiente. {\displaystyle \epsilon _{H}}. En general, esta relación es verdadera incluso cuando los sistemas KS describen un conjunto de temperaturas cero con un número no entero de electrones {\displaystyle N-\delta N} para un número entero {\displaystyle N} y {\displaystyle \delta N\to 0}. Cuando se consideran los electrones {\displaystyle N+\delta N}la carga infinitesimal en exceso ingresa al KS LUMO del sistema de N electrones, pero luego el potencial KS exacto salta por una constante conocida como "discontinuidad derivada". Se puede argumentar que la afinidad del electrón vertical es exactamente igual al negativo de la suma de la energía LUMO y la discontinuidad derivada.
A diferencia del estado aproximado del teorema de Koopmans en la teoría de Hartree Fock (debido a la negligencia de la relajación orbital), en el mapeo de KS exacto, el teorema es exacto, incluido el efecto de la relajación orbital. Una prueba incompleta de esta relación exacta se divide en tres etapas. Primero, para cualquier sistema finito.{\displaystyle I} determina la forma asintòtica de la densidad {\displaystyle |\mathbf {r} |\to \infty } que decae como
{\textstyle n(\mathbf {r} )\to \exp \left(-2{\sqrt {{\frac {2m_{\rm {e}}}{\hbar }}I}}|\mathbf {r} |\right)}. A continuación, como conclusión (ya que el sistema que interactùa físicamente tiene la misma densidad que el sistema KS), ambos deben tener la misma energía de ionización. Finalmente, dado que el potencial KS es cero en el infinito, la energía de ionización del sistema KS es por definición, el negativo de su energía HOMO , y por lo tanto, finalmente {\displaystyle \epsilon _{H}=-I}. 
 Si bien estas son afirmaciones exactas en el formalismo de DFT, el uso de potenciales aproximados de correlación de intercambio hace que las energías calculadas se aproximen y, a menudo, las energías orbitales son muy diferentes de las energías de ionización correspondientes (¡incluso por varios eV!).''''''''''
Un procedimiento de ajuste es capaz de "imponer" el teorema de Koopmans en aproximaciones DFT, mejorando así muchas de sus predicciones relacionadas en aplicaciones reales.
En las DFT aproximadas, se puede estimar con un alto grado precisión la desviación del teorema de Koopmans utilizando el concepto de curvatura de energía.
Proporciona energías de excitación a orden cero y {\textstyle {\frac {\partial E}{\partial n_{i}}}=\varepsilon _{i}}.